# X. Armeekorps (Wehrmacht)
Das X. Armeekorps war ein militärischer Großverband der deutschen Wehrmacht, der zu Beginn des Zweiten Weltkrieges beim Überfall auf Polen, 1940 im Westfeldzug und ab Mai 1941 an der nördlichen Ostfront eingesetzt wurde. Das Generalkommando erlebte das Kriegsende im Kurlandkessel.

## Geschichte

### Aufstellung
Das Generalkommando X wurde Mitte Mai 1935 aus dem bestehenden Kommando der Kavalleriedivision und Abgaben des Wehrkreises II in Hamburg aufgestellt (→ Aufrüstung der Wehrmacht).

### 1939/40
Nach der Mobilmachung am 28. August 1939 wurde das Generalkommando unter General Ulex am rechten Flügel der 8. Armee (General Blaskowitz) beim Angriffskrieg gegen Polen eingesetzt. Zusammen mit dem XIII. Armeekorps aus dem Raum Breslau antretend wurde der Stoß in Richtung Kalisch an die Prosna geführt. Nach dem über Lodz vorgetragenen Vorstoß an die Bzura, geriet die Front der 30. Inf.Div. (General von Briesen) in das Hauptangriffsfeld des aus dem Raum Kutno geführten polnischen Gegenangriff der Armia Poznań und wurde zwischen Piatek und Łęczyca zurückgedrängt. Die auf der Straße Piątek-Bielawy-Łowicz, rechts davon vorgehende 24. Infanterie-Division eilte zur Hilfe. Nach der Schlacht an der Bzura, an der das X. Korps die Front im Raum Żychlin einengte, wurde das Kommando an den Einschließungsring um Warschau verlegt.
Im Westfeldzug (Mai 1940) am nördlichsten Abschnitt der 18. Armee angesetzt, waren die 227. Infanterie-Division, 1. Kavallerie-Division und die SS-Brigade „Leibstandarte“ unterstellt. Der Durchbruch an der niederländischen IJssel-Stellung führte die Truppen nach Amsterdam. Während der zweiten Angriffsphase (Fall Rot) an der Nordseeküste im Raum Dünkirchen konzentriert, waren die 208., 225. und 254. Infanterie-Division unterstellt. Während des Waffenstillstandes stand das Generalkommando im Bereich der 4. Armee in der Normandie, zugeteilt waren die 61., 57., 216., 251. und 256. Infanterie-Division.

### 1941
Im April 1941 wurde das Generalkommando nach Ostpreußen verlegt, um an der Operation Barbarossa teilzunehmen. Im Rahmen der 16. Armee an der nördlichen Ostfront eingesetzt, waren dem Korps die 30., 126. und 290. Infanterie-Division unterstellt.
Der Angriff erfolgte am 22. Juni aus dem Raum Ragnit über die Memel in Richtung Kedainiai. Der Vormarsch im Raum östlich von Schaulen erfolgte nach der Panzerschlacht bei Rossienie am rechten Flügel des XXXXI. Korps (mot.) in Richtung zur Düna auf Jakobstadt. Mitte Juli gingen die Truppen über Opotschka beiderseits der Welikaja vor. Die 126. Division marschierte auf Orscha und danach nordwärts auf Rjelbitzy, die 30. Division rechts davon auf Morina. In der zweiten Phase wurde im Raum Staraja Russa die Südwestecke des Ilmensees erreicht. Die 30. und 126. Division versuchten weiter über den Polist nach Osten vorzugehen. Ein Gegenstoß der sowjetischen 34. Armee (General Kachanow) nach Nordwest drohte ab 15. August das X. Korps östlich der Lowat abzuschneiden. Das LVI. Korps (mot.) musste von der Luga umgruppiert werden, um in die Flanke der durchgebrochenen Sowjets zu stoßen. Bis 20. August war die Vereinigung der SS-Division Totenkopf mit der 30. Inf. Division hergestellt und die Krise abgewendet. Zusammen mit dem II. Armeekorps wurde sowjetischer Widerstand südlich des Ilmensees gebrochen und weiter nach Osten vorgegangen. Ende August konnte das X. Korps einen Brückenkopf über die Pola erweitern, der linke Flügel hatte die Kolpinka erreicht. Die 126. Division wurde nach dem beginnenden Stellungskrieg an die Wolchow-Front abtransportiert.

### 1942
Eine sowjetische Großoffensive mit der 11. Armee durchbrach am 8. Januar 1942 die Front der 290. Division. Die Sowjets stießen im Süden von Staraja Russa durch und unterbrachen die Bahnlinie nach Schimsk, Ostaschkow im Bereich des II. Armeekorps ging verloren. Die 32. und 123. Infanterie-Division bauten notdürftig eine neue Südfront auf. Bis Anfang Februar 1942 wurde das X. Korps zusammen mit dem II. Armeekorps im Kessel von Demjansk eingeschlossen.
Im „Unternehmen Brückenschlag“ der Entsatzgruppe Seydlitz (zwei Jäger- und drei Infanterie-Divisionen) wurde Ende März 1942 die Verbindung zu dem abgeschnittenen Korps wiederhergestellt, der Frontbogen musste aber auf Befehl des Oberkommandos weiterhin bis März 1943 gehalten werden. Die 18. mot. Division sicherte jetzt bei Staraja Russa und Fallschirmeinheiten der Gruppe Meindl sicherten am rechten Flügel an der Redja.

### 1943
Von Mitte bis Ende Februar 1943 wurde Demjansk geräumt und ein eigenes Generalkommando z. b. V. unter Generalleutnant Hoehne dem X. Korps zusätzlich unterstellt. Am 14. März erneuerte die sowjetische Nordwestfront ihren Angriff auf Staraja Russa, wo jetzt die 30., 126. und 329. Infanterie- sowie die 5. und 8. Jäger-Division verteidigten. Nach dem Abzug des VIII. Armeekorps nach Newel, grenzte im Raum Cholm abermals das II. Korps an den rechten Korpsflügel.

### 1944
Nach der Aufhebung der Blockade Leningrads durch die Offensive der Fronten unter den Armeegeneralen Goworow und Merezkow und den Verlust von Nowgorod an die sowjetische 59. Armee im Januar 1944 wurde der Rückzug der 16. Armee notwendig. Mitte Februar wurde vom Korps eine Zwischenstellung am Schelon-Abschnitt bezogen und bis Anfang März der Rückzug auf Opotschka fortgesetzt.
Nach der Operation Bagration stand die Heeresgruppe Mitte Ende Juni vor dem Zusammenbruch, die 16. Armee musste im Raum Polozk ihre letzten Reserven abgeben. Bis zum Raum Nowosokolniki sicherte das X. Korps zusammen mit dem herangeführten VI. SS-Armeekorps (SS-General Krüger) die linke Flanke der 16. Armee (jetzt unter General der Inf. Laux), unterstellt waren jetzt die 23., 329. und 263. Infanterie-Division sowie die 281. Sicherungs-Division. Die Kampfgruppe Sieckenius der 263. Division hielt notdürftig die Verbindung zum I. Armeekorps, das im Rücken verzweifelt versuchte, gegenüber den Truppen der durchgebrochenen 2. Baltischen Front die Dünalinie zu decken. Am 16. Juli fiel Opotschka in die Hände der Sowjets, im Süden ging am 26. Juli Dünaburg verloren, am 19. August wurde die Front der abgekämpften Divisionen des X. Korps am Kalu-See durchbrochen. Beiderseits Ergli und westlich von Modohn verteidigten jetzt die 24., 132., 121., 329. und 126. Infanterie-Division.
Nach dem Rückzug der geschlagenen Heeresgruppe Nord auf Riga kam das X. Korps in den Befehlsbereich der 18. Armee (ab 5. September unter Gen. der Inf. Ehrenfried Oskar Boege), Anfang Oktober 1944 waren dem Generalkommando die 24., 32. und 132. Infanterie-Division zugeordnet. Nach dem Durchbruch der sowjetischen 51. Armee (General Kreiser) am 10. Oktober bei Polangen zur Ostsee. Das X. Korps übernahm an der Linie Prekuln–Moscheiken mit der 11., 30. und 61. Infanterie-Division die Befehlsführung an der Südfront des sich gebildenden Kurlandkessels. Vom 27. Oktober bis 2. November 1944 stand das X. Korps im Hauptangriffsfeld der 5. Garde-Panzerarmee, das sowjetische Ziel auf Libau und Windau durchzustoßen wurde vereitelt, das Korps hatte dabei aber Verluste von über 4.000 Mann.

### 1945
Infolge weiterer Angriffe der 2. Baltischen Front (ab Februar 1945 unter Marschall Goworow) wurden die Truppen des Generalkommando besonders in der 4. und 5. Kurlandschlacht zerschlagen. Unter dem letzten Kommandierenden General Thomaschki war im Raum südlich von Libau bis südwestlich von Durben zu halten, wo der Anschluss des I. Armeekorps erfolgte. Bei der Kapitulation der 18. Armee in Kurland am 8. Mai 1945 unterstanden dem X. Korps nur noch die Reste der Kampfgruppen, die vorher als 30., 132, und 126. Infanterie-Division bezeichnet worden waren.

## Führung
Kommandierende Generale
- General der Kavallerie Wilhelm Knochenhauer, Mai 1935 bis März 1939
- General der Infanterie Wilhelm Ulex, 26. August bis Oktober 1939
- General der Artillerie Christian Hansen, 15. Oktober 1939 bis Mai 1942
- General der Panzertruppe Otto von Knobelsdorff, Mai bis Juni 1942
- General der Artillerie Christian Hansen, Juni 1942 bis 1. Juli 1943
- Generalleutnant Otto Sponheimer, 1. Juli bis 31. Juli 1943 m.st.F.b.
- General der Artillerie Christian Hansen, 1. August bis 4. November 1943
- General der Infanterie Thomas-Emil von Wickede, 4. November 1943 bis 23. Juni 1944
- General der Infanterie Friedrich Köchling, 25. Juni bis 3. September 1944
- General der Infanterie Hermann Foertsch, 21. September bis 21. Dezember 1944
- Generalleutnant Johannes Mayer, 21.–27. Dezember 1944
- General der Artillerie Siegfried Thomaschki, 27. Dezember 1944 bis Mai 1945

Chefs des Generalstabes
- Oberst Helge Auleb, 1935–Sommer 1936
- Oberst Eberhard von Mackensen, 1. Mai 1935 bis 1. April 1937
- Oberst Gerhard Körner, 1. April 1937 bis 1. November 1939
- Oberst Alfred Gause, 1. November 1939 bis 1. Juni 1940
- Oberst Hans-Joachim von Horn, 1. Juni 1940 bis 1. Januar 1942
- Oberst Mauritz Freiherr von Strachwitz, 1. Januar 1942 bis September 1943
- Oberst Helmuth Strempel, September bis Dezember 1943
- Oberst Werner Ranck, Dezember 1943 bis 5. Februar 1944
- Oberst Alfred Toppe, 5. Februar bis 21. Juli 1944
- Oberst Otto Deyhle, Juli bis August 1944
- Oberst Wilfried Ritter und Edler von Rosenthal, August 1944 bis 1945